# エリーアス・フリース

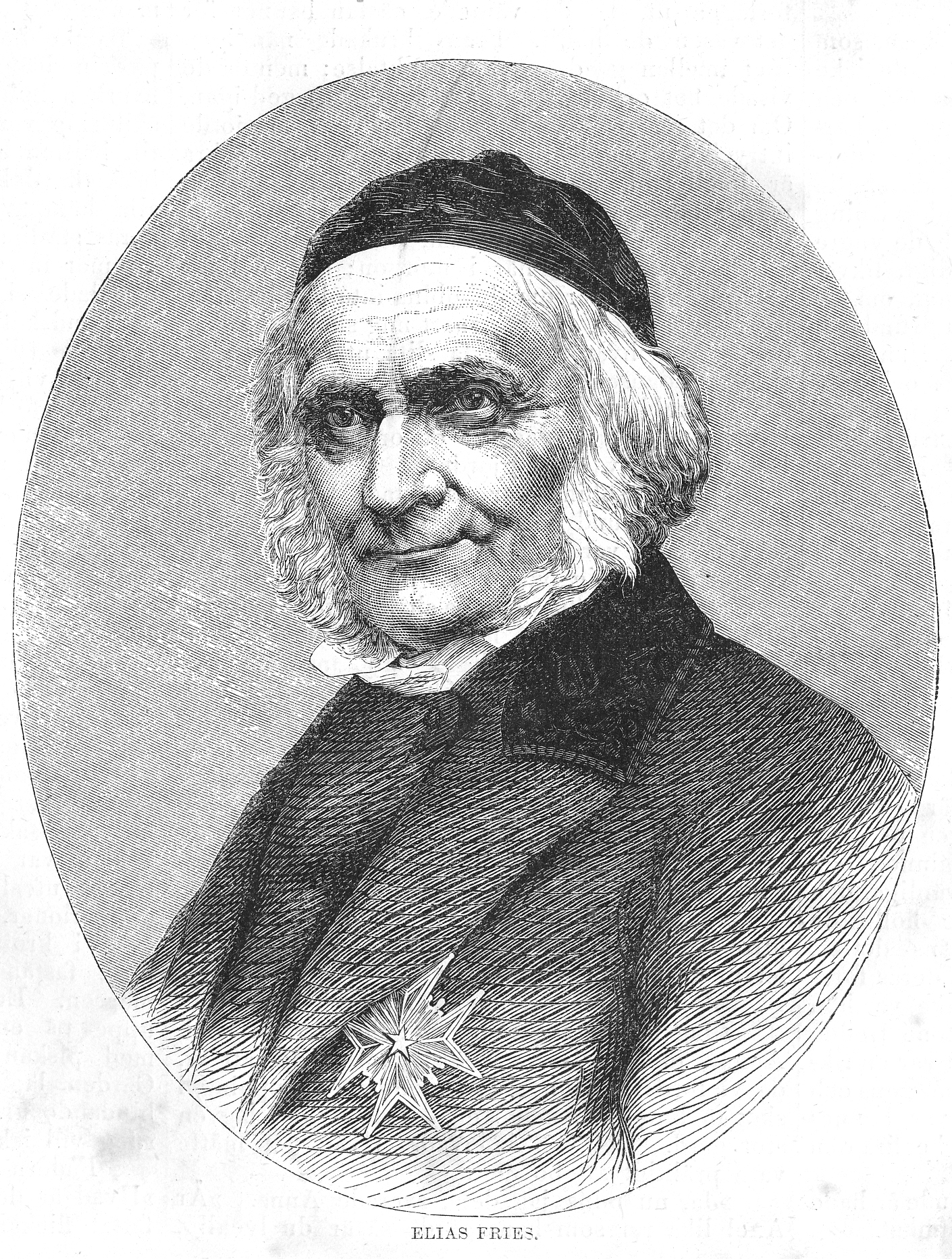
年老いたフリース

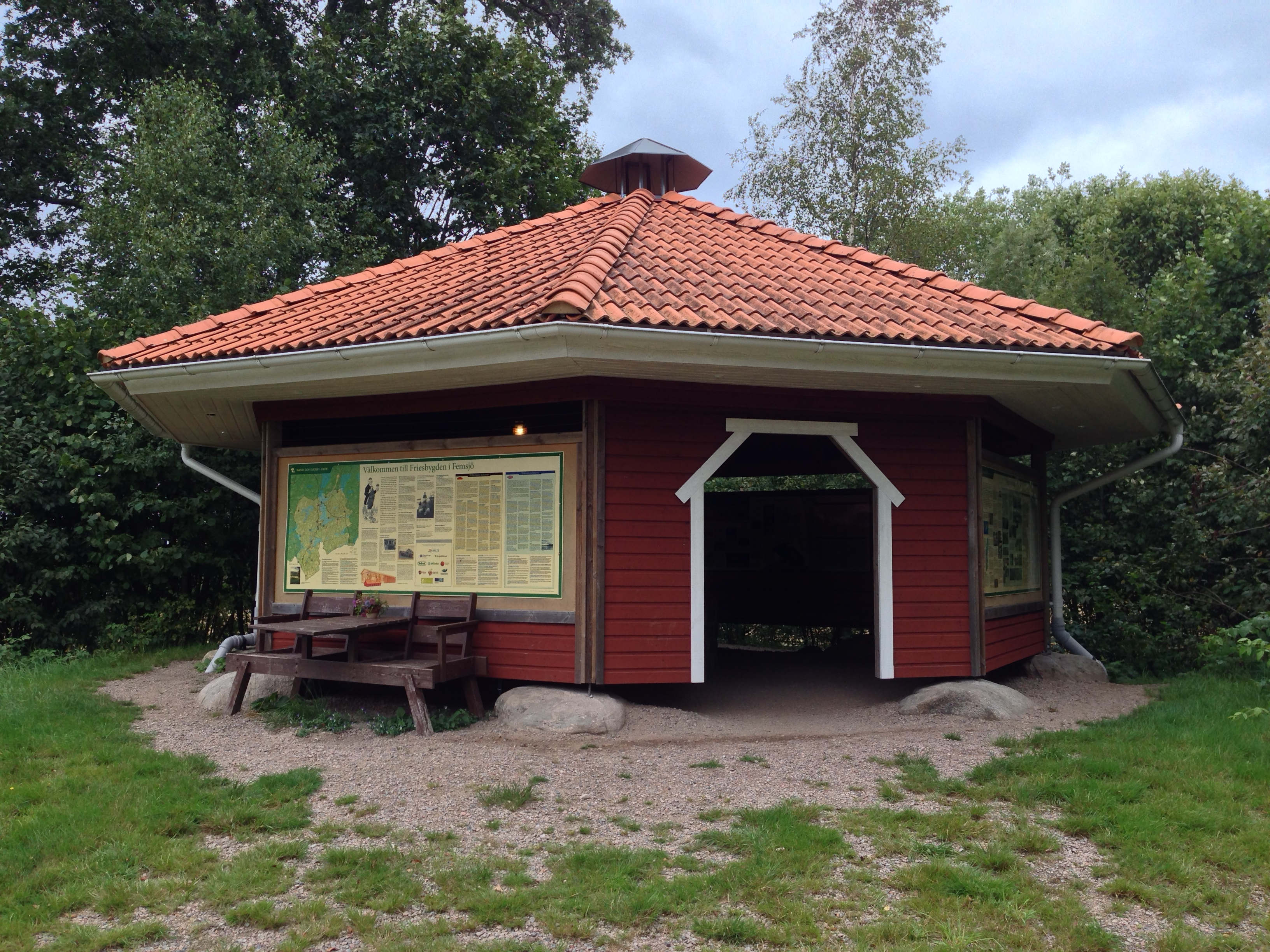
エリアス・フリースの生家

エリーアス・マグヌス・フリース（Elias Magnus Fries,1794年8月15日 - 1878年2月8日）は、スウェーデンの菌類及び植物学の学者。「真菌学のリンネ」の異名で知られる。

## 略歴
スモーランド地方のFemsjö（現在のハッランド県ヒュルテ市近郊）で牧師の子として生まれ、ベクショーの小学校に通った。1811年にルンド大学入学。1814年に博士号を取得し、同年、植物学科の助教授に任命された。
その後スウェーデン王立科学アカデミーの会員となり、1824年にルンド大学で植物学の教授に就任した。1834年からウプサラ大学の応用経済学教授、またエリック・エリクソン・ボルグストロームよりボルグストローム教授の号を貰い務めた。1847年からはスウェーデン・アカデミーの終身会員となり、1849年、アメリカ芸術科学アカデミーの外国人名誉会員に選ばれ、ウプサラ大学植物園の園長にも任命され、1853年、同大学の学長に就任した。
フリースは、3巻からなるSystema Mycologicum（1821-1832）、Elenchus fungorum（1828）、2巻からなるMonographia hymenomycetum Sueciae（1857と1863）、Hymenomycetes Europaei（1874）を代表作としている。
フリースはクリスティアーン・ヘンドリク・ペルズーンと並んで現代キノコ分類学の父と称されている。彼のキノコ分類はゲーテ等のドイツのロマン主義に影響を受けており、胞子の色やひだ、管孔、針等の主要な特徴によるものである。
フリースは1878年2月8日にウプサラで亡くなった。タイムズはフリースの死に対して「彼の大変多くの業績、特に菌類と地衣類についてはリンネに匹敵する」と書いている。（1878年2月21日発行、6ページ）
息子のテオドール・マグヌス・フリースも植物学及び菌類学者になった。
その後、王立協会フェローに選出され、エディンバラ王立協会フェローを受賞、ロンドン・リンネ協会より賞を受賞した。

## 著書
- Monographia Pyrenomycetum Sueciae (1816)
- Systema Mycologicum (1821)
- Systema Orbis Vegetabilis (1825)
- Elenchus Fungorem (1828)
- Lichenographia Europaea Reformata (1831)
- Epicrisis Systematis Mycologici: seu synopsis hymenomycetum (1838)

### 著書の図版

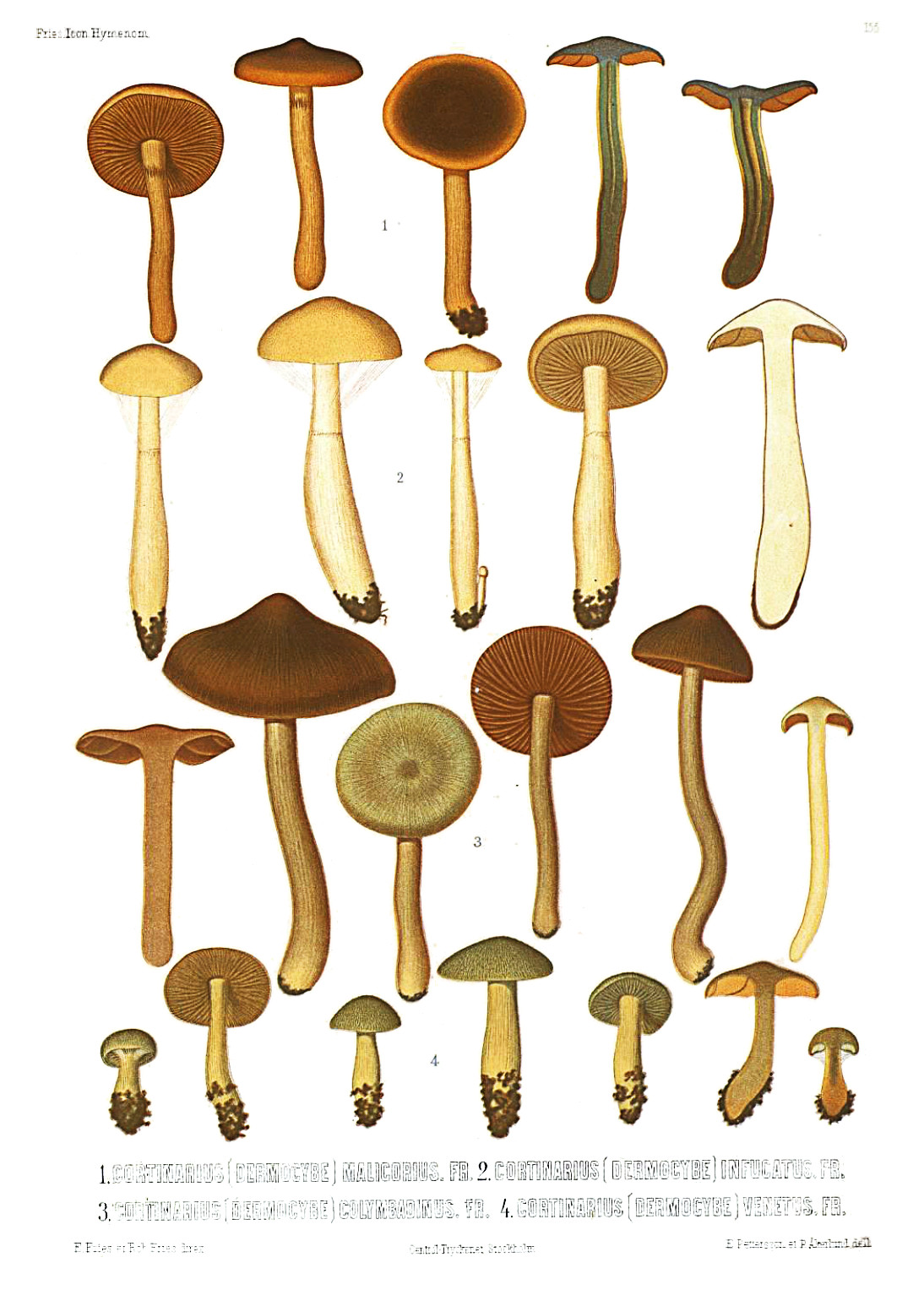
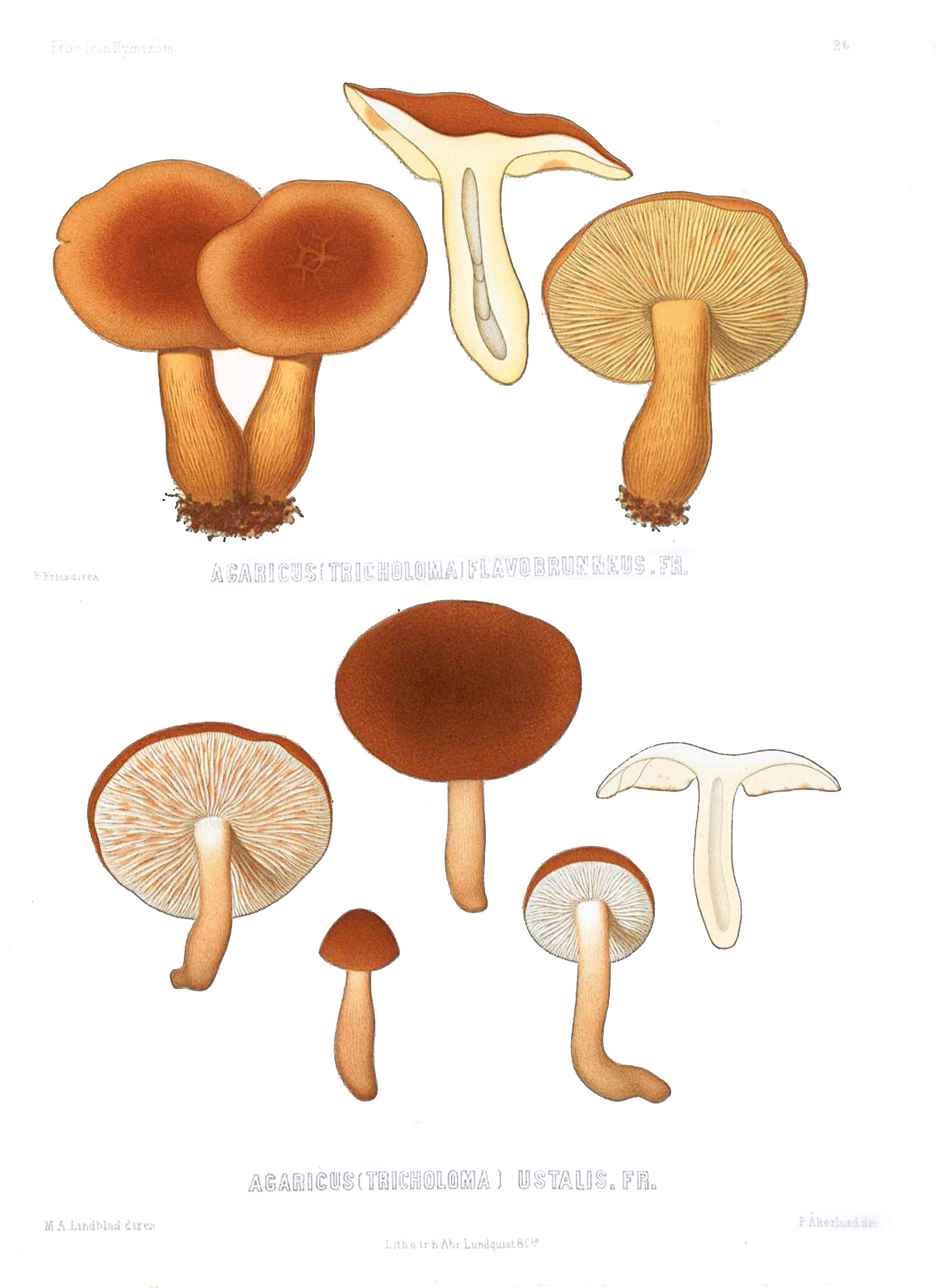
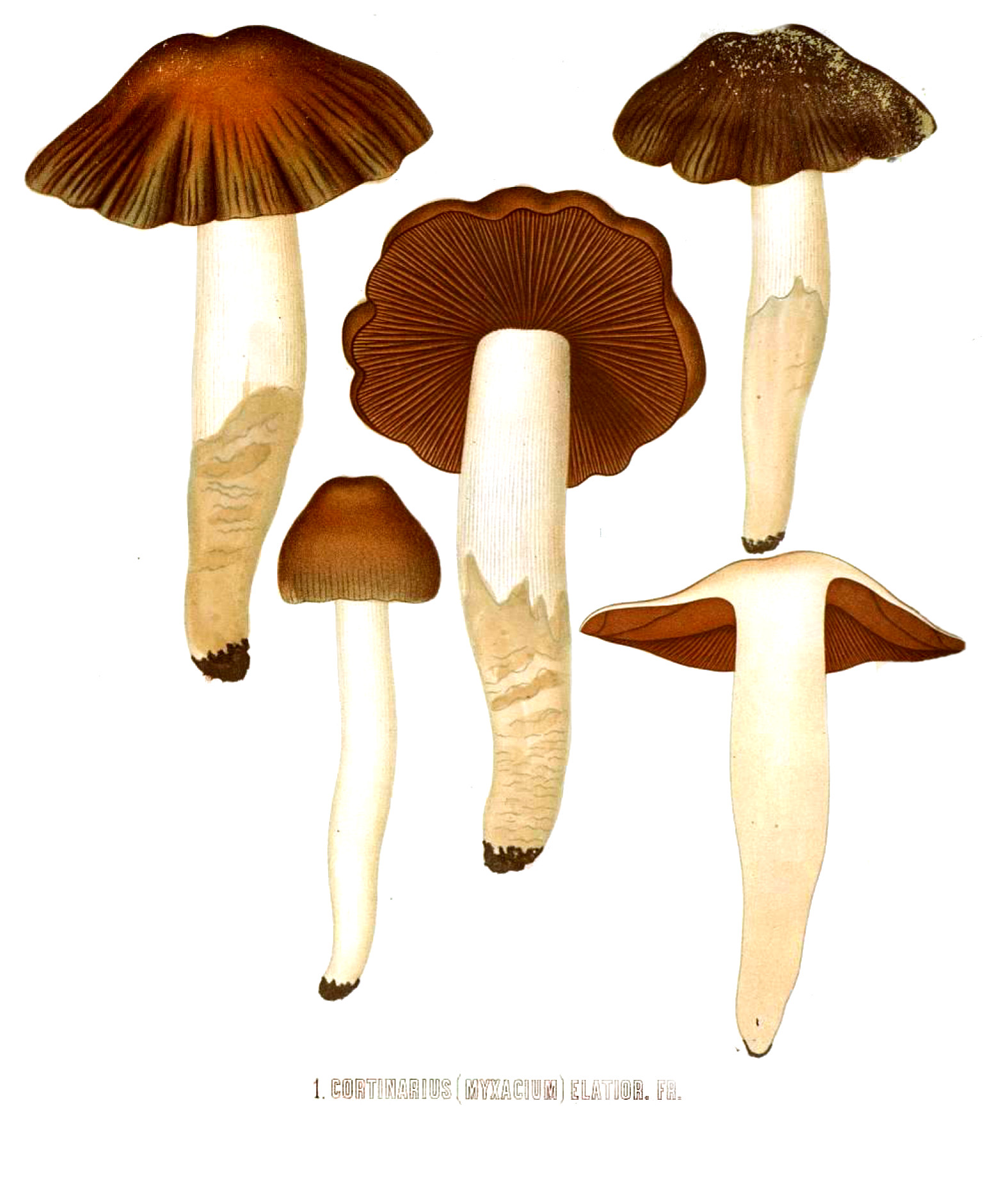
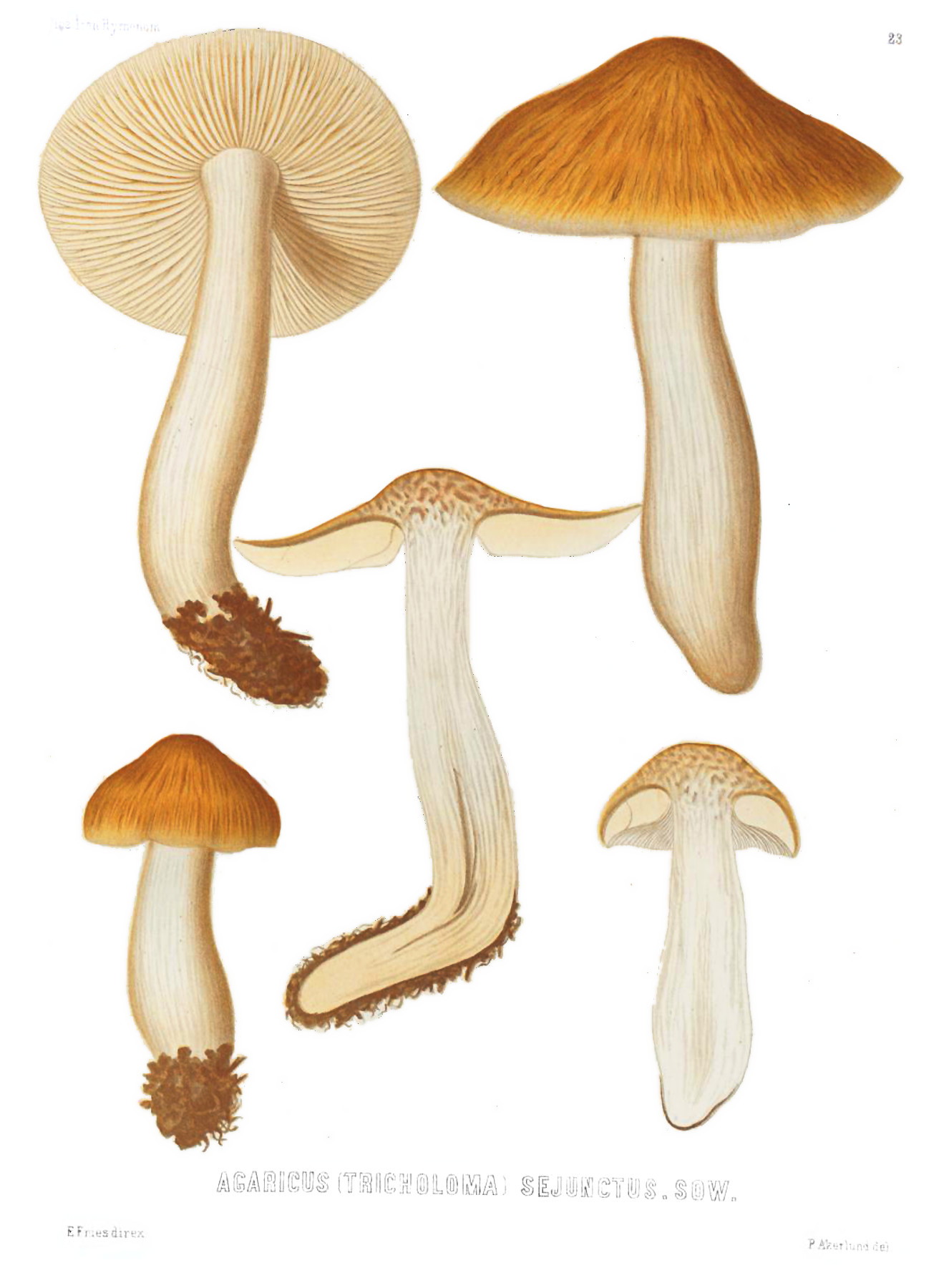

## 家族
息子のテオドール・マグヌス・フリース、孫のトール・クリスチャン・エリアス・フリースとロベルト・エリアス・フリースの3人とも植物学及び菌類学者になっている。